# Магеррамов, Мабут Алескерович
Мабут Алиаскер оглы Магеррамов (азерб. Məbud Əliəsgər oğlu Məhərrəmov; род. 12 марта 1957, Баку) — советский и азербайджанский актёр. Народный артист Азербайджана (2006).

## Биография
Родился в 1957 году в Баку.
Окончил Азербайджанский государственный институт искусств имени М. А. Алиева.
С 1978 года — актёр Русского драматического театра имени Самеда Вургуна в Баку. Сыграл более 50 ролей на сцене театра, снимался в кино.
В 2000 году присвоено звание Заслуженного артиста Азербайджана, а в 2006 году удостоен звания Народного артиста Азербайджана.
В 2016 году удостоен Персональной пенсии Президента Азербайджанской Республики.
В 2023 году принял участие в пятом выпуске музыкального телешоу «Маска» в маске Дракона в качестве специального гостя.

## Фильмография (выборочно)
- 1986 — Особые обстоятельства — Манафов
- 1986 — В условиях неочевидности… — сторож
- 1987 — Другая жизнь — следователь
- 1983 — Парк — Алик
- 1982 — Деловая поездка — эпизод
- 1990 — «Япон» и японец — японский генерал
- 1993 — Тахмина — эпизод
- 2007 — Жизнь Джавида — комиссар НКВД
- 2008 — Крепость — Рафик
- 2012 — Посол зари — эпизод
- 2013 — Не бойся, я с тобой! 1919 — Гочу Мирза